# Кубок Данії з футболу 2001—2002
Кубок Данії з футболу 2001–2002 — 48-й розіграш кубкового футбольного турніру в Данії. Титул вчетверте здобув Оденсе.

## Календар
| Раунд           | Дата                       | Матчі | Клуби   |
| --------------- | -------------------------- | ----- | ------- |
| Перший раунд    |                            | 32    | 92 → 60 |
| Другий раунд    |                            | 20    | 60 → 40 |
| Третій раунд    |                            | 14    | 40 → 26 |
| Четвертий раунд | 18 вересня - 3 жовтня 2001 | 10    | 26 → 16 |
| 1/8 фіналу      | 24-25 жовтня 2001          | 8     | 16 → 8  |
| 1/4 фіналу      | 29 березня 2002            | 4     | 8 → 4   |
| 1/2 фіналу      | 4/24-25 квітня 2002        | 4     | 4 → 2   |
| Фінал           | 9 травня 2002              | 1     | 2 → 1   |

## 1/8 фіналу
| Команда 1      | Рахунок      | Команда 2        |
| -------------- | ------------ | ---------------- |
| 24 жовтня 2001 |              |                  |
| Коруп (3)      | 0:0 пен. 3:5 | Раннерс Фрея (2) |
| Нествед (3)    | 4:2          | Люнгбю           |
| Кеге (2)       | 2:3          | Академіск БК     |
| Віборг         | 0:2          | Копенгаген       |
| Скйолд (3)     | 1:3          | Сількеборг       |
| Брондбю        | 2:4          | Оденсе           |
| 25 жовтня 2001 |              |                  |
| Мідтьюлланн    | 1:1 пен. 2:4 | Ольборг          |
| Орхус          | 1:2          | Есб'єрг          |

## 1/4 фіналу
| Команда 1        | Рахунок      | Команда 2    |
| ---------------- | ------------ | ------------ |
| 29 березня 2002  |              |              |
| Нествед (3)      | 1:5          | Копенгаген   |
| Оденсе           | 1:1 пен. 4:3 | Ольборг      |
| Есб'єрг          | 1:0          | Академіск БК |
| Раннерс Фрея (2) | 3:2          | Сількеборг   |

## 1/2 фіналу
| Команда 1        | Заг. | Команда 2        | 1-й матч | 2-й матч |
| ---------------- | ---- | ---------------- | -------- | -------- |
| 4/24 квітня 2002 |      |                  |          |          |
| Копенгаген       | 1:0  | Есб'єрг          | 1:0      | 0:0      |
| 4/25 квітня 2002 |      |                  |          |          |
| Оденсе           | 1:0  | Раннерс Фрея (2) | 1:0      | 0:0      |

## Фінал
| 9 травня 2002 |

| Копенгаген   | 1:2 | Оденсе             |
| ------------ | --- | ------------------ |
| Лонструп 83' |     | Далгас 9' Сіім 12' |

| Паркен, Копенгаген Глядачів: 28 841 Арбітр: Тонні К. Поульсен |